# Franz Xaver von Kesaer
Franz Xaver von Kesaer (* 27. April 1740 in Wien; † 29. Dezember 1804 ebenda) war ein österreichischer Mathematiker, Hochschullehrer und Geistlicher.

## Leben
Kesaers Lebensweg ist weitgehend unbekannt. Er studierte Mathematik und Theologie an der Universität Wien und empfing die Priesterweihe. Als Weltpriester erhielt er zunächst eine Professur der Mathematik an der Universität Prag. Später, wohl vor 1778, folgte er einem Ruf zurück an die Wiener Universität, an der er zum Dr. phil. promoviert wurde und einen Lehrstuhl für höhere Mathematik erhielt. Er starb im Amt.

## Werke
- Abhandlung über die Lehre von den Parallellinien, Trattner, Wien 1778.
- Ueber die Centralkräfte. In: Ignaz von Born: Physikalische Arbeiten der einträchtigen Freunde in Wien, Jahrgang 1 (1883), Heft 2.